# Vila-seca
Vila-seca è un comune spagnolo di 22 107 abitanti situato nella comunità autonoma della Catalogna molto noto per la produzione di prosciutto crudo.